# Johann Adam Möhler

Johann Adam Möhler, nach einem Gemälde von Eduard Johann Nikolaus Istas, 1837

Johann Adam Möhler (* 6. Mai 1796 in Igersheim; † 12. April 1838 in München) war ein deutscher römisch-katholischer Theologe. Er prägte die jüngere Tübinger Schule der Kirchen- und Bibelforschung. Sein bekanntestes Werk ist die 1832 publizierte Symbolik.

## Ausbildung und Studium

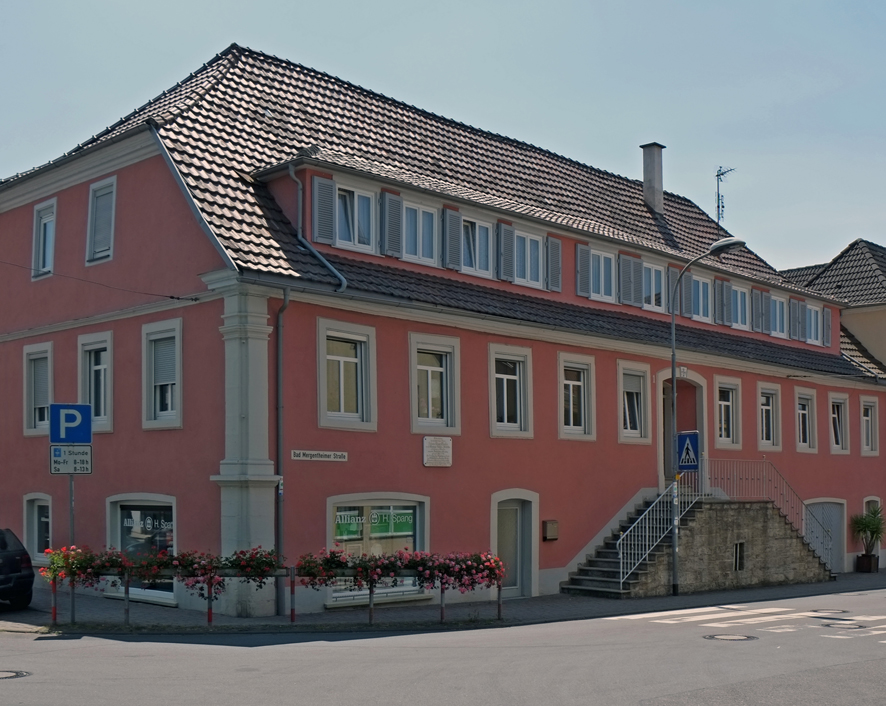
Möhlers Geburtshaus in Igersheim (2013)

Möhler war der Sohn des wohlhabenden Bäckers und Gastwirtes Antonin Möhler und der Maria Anna geb. Meßner, Schwester des Domkapitulars Philipp Jos. Meßner, in Igersheim. Er besuchte zunächst das Lyzeum im nahegelegenen Bad Mergentheim, daraufhin das Lyzeum in Ellwangen.
Ab 1815 studierte er in Ellwangen, ab 1817 dann in Tübingen Theologie. Ab 1818 war er als Student am Wilhelmsstift, wo er u. a. Schüler von Johann Sebastian von Drey und Johann Baptist von Hirscher war. Am 18. September 1819 erhielt er die Priesterweihe und wirkte zunächst als Seelsorger. Im Herbst 1820 trat er als Präparand für das Gymnasiallehramt im Wilhelmsstift ein, wo er bald zum theologischen Repetenten ernannt wurde. Hier studierte er altgriechische Philosophie und Geschichte, wodurch er sich die „Klarheit des Urtheils, die Feinheit des Ausdruckes, die Gewandtheit der Darstellung“ aneignete. Als man ihm 1822 eine Stelle als Privatdozent für Kirchengeschichte auftrug, machte er sich zunächst zu einer Studienreise nach Würzburg, Bamberg, Jena, Leipzig, Halle, Göttingen, Braunschweig, Magdeburg, Breslau, Prag und Wien auf.

## Professor in Tübingen und München
Er kehrte im April 1823 von seiner literärischen Reise nach Tübingen zurück, wo er zunächst kirchenrechtliche Vorlesungen übernehmen musste. Erst ab dem Wintersemester 1823/1824 durfte er Vorlesungen zur Kirchengeschichte halten. Nach intensiven Studien der Kirchenväter vollzog sich in ihm ein innerer Wandel. 1825 veröffentlichte er seine erste Schrift, Die Einheit in der Kirche oder das Prinzip des Katholizismus. Dargestellt im Geiste der Kirchenväter der drei ersten Jahrhunderte, die ihm als Dissertation anerkannt wurde. Am 16. März 1826 wurde er zum außerordentlichen Professor für Kirchengeschichte an der Tübinger katholischen Fakultät ernannt. 1826 folgte sein Beitrag zu Einige Gedanken über die zu unserer Zeit erfolgte Verminderung der Priester und damit in Verbindung stehende Punkte. Nach der Veröffentlichung der beiden Geschichtsmonographien Anselm, Erzbischof von Canterbury. Ein Beitrag zur Kenntnis des religiös-sittlichen, öffentlich-kirchlichen und wissenschaftlichen Lebens im elften und zwölften Jahrhundert sowie Athanasius der Große und die Kirche seiner Zeit besonders im Kampfe mit dem Arianismus im Jahre 1827 erhielt er einen Ruf nach Breslau, den er ablehnte, so wurde er am 31. Dezember 1828 ordentlicher Professor für Kirchengeschichte der theologischen Fakultät zu Tübingen.
Weitere Schriften folgten: 1828 erschien zunächst in der Zeitschrift Der Katholik die ‚Beleuchtung der Denkschrift für die Aufhebung des den katholischen Geistlichen vorgeschriebenen Cölibates’, später als Monographie. Nach einer ersten besorgniserregenden Erkrankung und gestärkt durch einen Kuraufenthalt im Appenzeller Land, entwarf er 1829 innerhalb von drei Wochen ein Programm zum Geburtstag des Königs: Kurze Betrachtungen über das historische Verhältnis der Universitäten zum Staate und verfasste er eine akademische Rede zum gleichen Anlass mit dem Titel Über die äußeren Verhältnisse, in welchen nach dem Koran Jesus Christus zu Mohammed und das Evangelium zum Islam steht. Mit besonderer Berücksichtigung der künftigen Schicksale des letzteren gegenüber dem Christenthum.
Im Zuge von Vorlesungen über die christlichen Konfessionen verfasste er sein aufsehenerregendes Hauptwerk Symbolik, oder Darstellung der dogmatischen Gegensätze der Katholiken und Protestanten nach ihren öffentlichen Bekenntnißschriften, Mainz 1832. Es erlebte bis 1838 fünf Auflagen und veranlasste seinen evangelischen Professorenkollegen Ferdinand Christian Baur 1834 zur Gegenschrift Der Gegensatz des Katholicismus und Protestantismus nach den Principien und Hauptdogmen der beiden Lehrbegriffe. Darauf replizierte Möhler 1835 ausführlich und wies nach, dass Baur manches aus den symbolischen Büchern seiner eigenen Konfession unbeachtet gelassen hatte. Diese drei Schriften sind bis dato die ausführlichsten zum Thema.
Über die Auseinandersetzungen mit Baur verlor Möhler die Freude an Tübingen. Nachdem er zuvor mehrere Rufe abgelehnt hatte, zeigte er nun Interesse an einem Wechsel. Preußen suchte ihn nach Bonn oder Münster zu berufen, doch die Verhandlungen zogen sich hin, sodass Möhler 1835 einen Ruf an die Ludwig-Maximilians-Universität München annahm.
In München hatte Möhler vor, die Symbolik erneut zu überarbeiten, und andere größere Projekte anzugehen, doch kam es wegen einer Lungenkrankheit nicht mehr dazu. Im Sommer 1837 musste er seine Vorlesungen aussetzen und eine lange Kur in Meran antreten. Inzwischen bot ihm Preußen nochmals eine Professur in Bonn an – auch um die Hermesianer fallen zu lassen. Der noch Kranke lehnte auch diesmal ab. Nachdem am 15. März 1838 der Würzburger Domdechant Michael Erhard verstorben war, ernannte der bayrische König Ludwig I. wenige Tage später Möhler zu dessen Nachfolger.

## Tod und Begräbnis
Ein Witterungsumschwung genügte, um Möhlers angegriffene Gesundheit weiter zu schwächen. Am Nachmittag des 12. April 1838 – einem Gründonnerstag – verstarb der Gelehrte und wurde zwei Tage später am Karsamstag unter großem Trauergefolge auf dem Münchner Zentralfriedhof beigesetzt. In ihrer Ausgabe Nr. 91 vom 17. April 1838 berichtete die Münchener politische Zeitung unter dem Datum 15. April 1838:
„Gestern Nachmittags um 3 Uhr fand die feyerliche Bestattung der irdischen Hülle des verstorbenen Domdechanten Dr. Möhler statt. Das Capitel der Metropolitankirche mit der Geistlichkeit der heiligen Dreyfaltigkeitskirche, in welcher der Verstorbene die heilige Messe zu lesen pflegte, eröffnete den Zug, an welchen sich hinter dem reichgeschmückten Sarge Seine Excellenz der Herr Minister des Innern, die Professoren der Universität in Amtstracht, und eine zahlreiche Menge angesehener Personen mit den Studirenden der Hochschule angeschlossen hatten, dem gefeyerten Todten die letzte Ehre zu erweisen.“

## Grabstätte

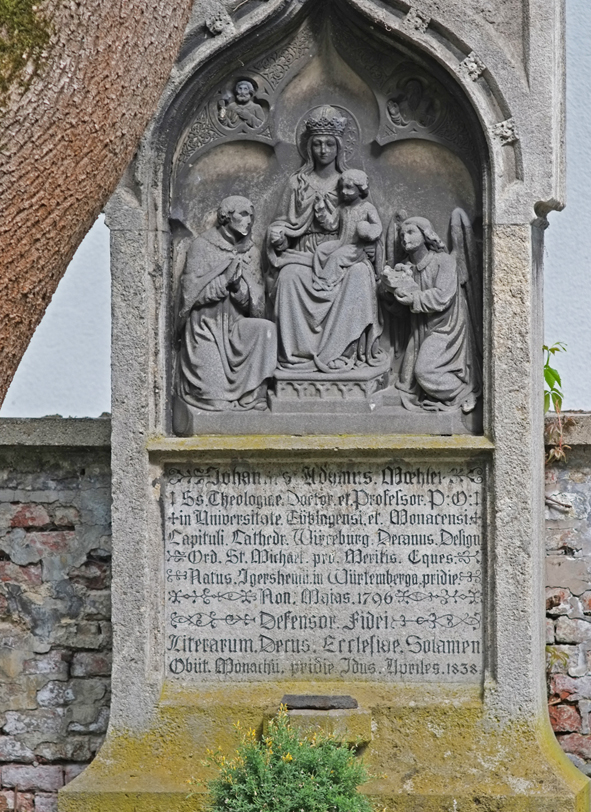
Grab von Johann Adam Moehler auf dem Alten Südlichen Friedhof in München

Die Grabstätte von Johann Adam Moehler befindet sich auf dem Alten Südlichen Friedhof in München (Mauer Links Platz 288 bei Gräberfeld 11) Standort. Die lateinische Inschrift auf dem Grabstein nennt den Namen des Verstorbenen, seine Tätigkeit als Universitätsprofessor in Tübingen und München, die Ernennung zum Domdekan von Würzburg und zum Ritter des Ordens vom heiligen Michael, seinen Geburtsort Igersheim in Württemberg und den Sterbeort München sowie die das Lebenswerk Möhlers umschreibenden Ehrentitel: „Verteidiger des Glaubens, Zierde der Wissenschaft, Trost der Kirche“. Wie in der lateinischen Sprache üblich, ist das Geburts- und Todesdatum nach dem römischen Kalender angegeben. Der Originaltext lautet:
 „Johannes Adamus Moehler ~ Ss. Theologiae Doctor et Professor P. O. ~ in Universitate Tübingensi et Monacensi ~ Capituli Cathedr. Wirceburg. Decanus Design. ~ Ord. St. Michael. pro Meritis Eques ~ Natus Igersheimi in Würtemberga pridie ~ Non. Maias 1796 ~ Defensor Fidei ~ Literarum Decus Ecclesiae Solamen ~ Obiit Monachii pridie Idus Apriles 1838.“ 

## Möhlers Bedeutung und sein Nachlass

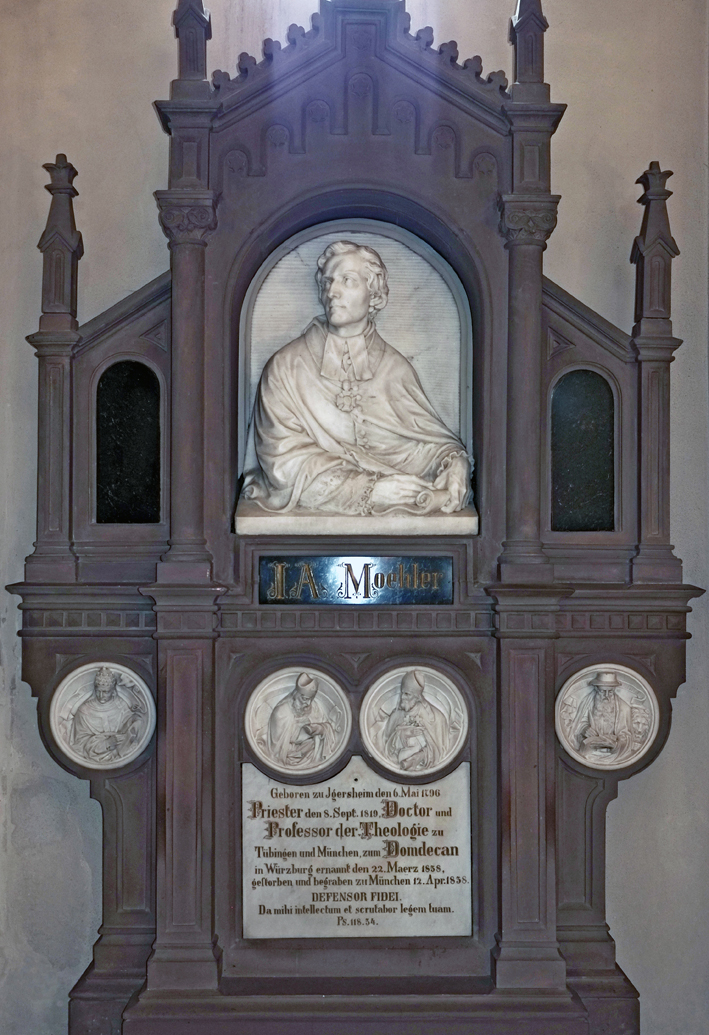
Möhler Denkmal in seiner Taufkirche, der St. Michaelskirche in Igersheim (2013)

Johann Adam Möhler ist der bedeutendste Vertreter der 1819 von Johann Sebastian von Drey gegründeten katholischen Tübinger Schule. Seine Schriften revolutionierten das katholische Denken jener Zeit. Er hat als erster Theologe die Symbola der Kirche neben den Glaubensinhalten anderer Konfessionen systematisch dargestellt. Daher wurde das Johann-Adam-Möhler-Institut für Ökumenik nach ihm benannt.
Der Münchner Magistrat setzte Möhler ein Denkmal. Im Dom zu Würzburg ist er im Chor dargestellt. Um 1837 wurde er von Eduard Johann Nikolaus Istas porträtiert.
Möhlers gesammelte Werke wurden 1839/40 von Ignaz Döllinger und Franz Xaver Reithmayr in drei Bänden herausgegeben. Noch fast 30 Jahre später publizierte Pius Bonifacius Gams 1867 einen Band mit Möhlers Vorlesungen über Kirchengeschichte nach Mitschriften seiner damaligen Hörer, der 1992 neu erschien.

## Werke (Auswahl)
- Die Einheit der Kirche, oder das Princip des Katholicismus, dargestellt im Geiste der drei ersten Jahrhunderte. Habilitationsschrift. Laupp, Tübingen 1825. (Digitalisat)
- Athanasius der Große und die Kirche seiner Zeit im Kampf mit dem Arianismus. (2 Bände.) Kupferberg, Mainz 1827. (Digitalisat Theil 1), (Theil 2)
- Symbolik, oder Darstellung der dogmatischen Gegensätze der Katholiken und Protestanten, nach ihren öffentlichen Bekenntnißschriften, 1. Aufl.,Kupferberg, Mainz 1832. (Digitalisat der 3. Aufl. 1834)
- Symbolik oder Darstellung der dogmatischen Gegensätze der Katholiken und Protestanten nach ihren öffentlichen Bekenntnisschriften [basierend auf der 5. verm. und verb. Aufl. 1838], Mit Ergänzungen zu Möhlers Symbolik aus dessen Schrift: Neue Untersuchungen der Lehrgegensätze zwischen den Katholiken und Protestanten, hrsg. von Johann Michael Raich, sowie einem Lebensbild als Beitrag zur Geschichte der Theologie der Neuzeit, von Heinrich Kihn, [J. A. Möhlers Ausgewählte Schriften Bd. 1], Malsfeld 2011, ISBN 978-3-943506-00-6.
- Neue Untersuchungen der Lehrgegensätze zwischen den Katholiken und Protestanten. Eine Vertheidigung meiner Symbolik gegen die Kritik des Herrn Professors Dr. Baur in Tübingen. Kupferberg, Mainz, Gerold, Wien 1834/35. (Digitalisat der 2. Aufl. 1835)
- Möhler’s gesammelte Schriften und Aufsätze, herausgegeben von I. Döllinger. (2 Bände) Manz, Regensburg 1839. (Digitalisat  Band 1), (Digitalisat Band 2)
- Möhler’s Patrologie oder christliche Litterärgeschichte, Hrsg. F.X. Reithmayr, 1. Band, Regensburg 1840 / Neuauflage: [J. A. Möhlers Ausgewählte Schriften Bd. 2], Malsfeld 2011, ISBN 978-3-943506-01-3.
- Gesammelte Aktenstücke und Briefe, Hrsg. Stephan Lösch, München 1928.
- Vorlesung zum Römerbrief, Hrsg. Reinhold Rieger, München 1990. ISBN 3-87904-169-5.
- Vorlesungen über Kirchengeschichte, Hrsg. Reinhold Rieger, München 1992, 2 Bände, ISBN 3-87904-179-2.